# Leszek Nowak (muzyk)
Leszek Nowak (ur. 16 kwietnia 1964 w Chrzanowie) – współzałożyciel zespołu Sztywny Pal Azji. Wokalista tej grupy w latach 1986–1996, 2000–2006, 2007–2008 i od 2015.

## Życiorys
W 1983 roku ukończył I Liceum Ogólnokształcące im. Stanisława Staszica w Chrzanowie i Szkołę Muzyczną I stopnia w Chrzanowie, gdzie uczył się gry na fortepianie. Przed Sztywnym Palem Azji występował m.in. z Instytucją i Parkingiem. 4 czerwca 2009 roku wystąpił na koncercie "20 lat wolności", który był emitowany w Polsacie. W 2014 roku wystąpił wraz z zespołem Sztywny Pal Azji na LI Krajowym Festiwalu Piosenki Polskiej w Opolu, gdzie wykonał utwór "Wieża radości, wieża samotności". W lipcu 2014 roku ukazał się pierwszy od siedmiu lat utwór śpiewany przez Leszka Nowaka o tytule "Na moim strychu". Piosenka promuje najnowszą trasę zespołu "Pierwszy skład zespołu Sztywny Pal Azji gra pierwszą płytę Europa i Azja". Tym samym Leszek Nowak powrócił do czynnej działalności muzycznej. 1 lipca 2015 ponownie został wokalistą zespołu Sztywny Pal Azji.

## Dyskografia
- Europa i Azja (1987)
- Szukam nowego siebie (1989)
- Emocje (1992)
- Dewiacje na wakacje (1993)
- Spotkanie z... (1996)
- Szpal (2001)
- Nieprzemakalni (2006)
- Gwiazdy polskiej muzyki lat 80. (2007)
- Box 1986-2011 (2011)
- Kolory muzyki (2013)
- Europa i Azja LIVE (2016)
- Szara (2017)
- Jestem tu po to (2022)